# Sherman County (Texas)
Das Sherman County ist ein County im Bundesstaat Texas der Vereinigten Staaten. Das U.S. Census Bureau hat bei der Volkszählung 2020 eine Einwohnerzahl von 2.782 ermittelt. Der Verwaltungssitz (County Seat) ist Stratford. Das County gehört zu den Dry Countys, was bedeutet, dass der Verkauf von Alkohol eingeschränkt oder verboten ist.

## Geographie
Das County liegt im äußersten Norden von Texas, im Texas Panhandle, grenzt im Norden an Oklahoma und ist im Westen etwa 50 km von New Mexico entfernt. Es hat eine Fläche von 2391 Quadratkilometern, ohne nennenswerte Wasserfläche. Das County grenzt im Uhrzeigersinn an folgende Countys: Texas County, Hansford County, Moore County, und Dallam County.

## Geschichte
Die Gegend wurde bis ungefähr 1700 von den Apachen bewohnt, bis sie von den Comanchen verdrängt wurden. In den 1870er Jahren kamen Büffeljäger in die Gegend und löschten die sie durchstreifenden großen Bisonherden aus. Sherman County wurde 1876 auf Beschluss des texanischen Kongresses (Texas Legislature) aus Teilen des Bexar County gebildet. Benannt wurde es nach Sidney Sherman (1805–1873), der während der texanischen Revolution als Oberst gedient und unter anderem in der Schlacht von San Jacinto gekämpft hatte. Während des Sezessionskriegs war er Kommandant von Galveston, bis er wegen einer schweren Krankheit den Dienst verlassen musste.

## Demografische Daten

Alterspyramide des Sherman County

Nach der Volkszählung im Jahr 2000 lebten im Sherman County 3.186 Menschen in 1.124 Haushalten und 865 Familien. Die Bevölkerungsdichte betrug 1 Einwohner pro Quadratkilometer. Ethnisch betrachtet setzte sich die Bevölkerung zusammen aus 82,5 Prozent Weißen, 0,5 Prozent Afroamerikanern, 0,7 Prozent amerikanischen Ureinwohnern und 14,7 Prozent aus anderen ethnischen Gruppen; 1,7 Prozent stammten von zwei oder mehr Ethnien ab. 27,4 Prozent der Einwohner waren spanischer oder lateinamerikanischer Abstammung.
Von den 1.124 Haushalten hatten 40,7 Prozent Kinder oder Jugendliche, die mit ihnen zusammen lebten. 68,0 Prozent waren verheiratete, zusammenlebende Paare, 6,0 Prozent waren allein erziehende Mütter und 23,0 Prozent waren keine Familien. 21,5 Prozent waren Singlehaushalte und in 10,0 Prozent lebten Menschen im Alter von 65 Jahren oder darüber. Die durchschnittliche Haushaltsgröße betrug 2,76 und die durchschnittliche Familiengröße betrug 3,24 Personen.
31,4 Prozent der Bevölkerung war unter 18 Jahre alt, 7,0 Prozent zwischen 18 und 24, 26,5 Prozent zwischen 25 und 44, 21,5 Prozent zwischen 45 und 64 und 13,6 Prozent waren 65 Jahre alt oder älter. Das Durchschnittsalter betrug 34 Jahre. Auf 100 weibliche Personen kamen 102,5 männliche Personen und auf 100 Frauen im Alter ab 18 Jahren kamen 95,7 Männer.
Das jährliche Durchschnittseinkommen eines Haushalts betrug 33.179 USD, das Durchschnittseinkommen einer Familie betrug 38.821 USD. Männer hatten ein Durchschnittseinkommen von 27.481 USD, Frauen 21.036 USD. Das Prokopfeinkommen betrug 17.210 USD. 11,9 Prozent der Familien und 16,1 Prozent der Einwohner lebten unterhalb der Armutsgrenze.